# 焼き栗
焼き栗（やきぐり）とは、栗を焼いたものである。

## 概要
ヨーロッパでは主にヨーロッパグリの種子が用いられる。形や形状が日本の甘栗と違うのは、栗の切れ込みが横に入っており、砂糖や塩がついているわけではなく、栗その物の味で売られているという事である。ドイツでは、主に冬に各地で行われるクリスマス市の屋台で売られており、円錐形を逆さにした形の紙袋に入れて売られている。なお、類似品として、砂糖をまぶしたアーモンドや胡桃等が存在する。

## ギャラリー

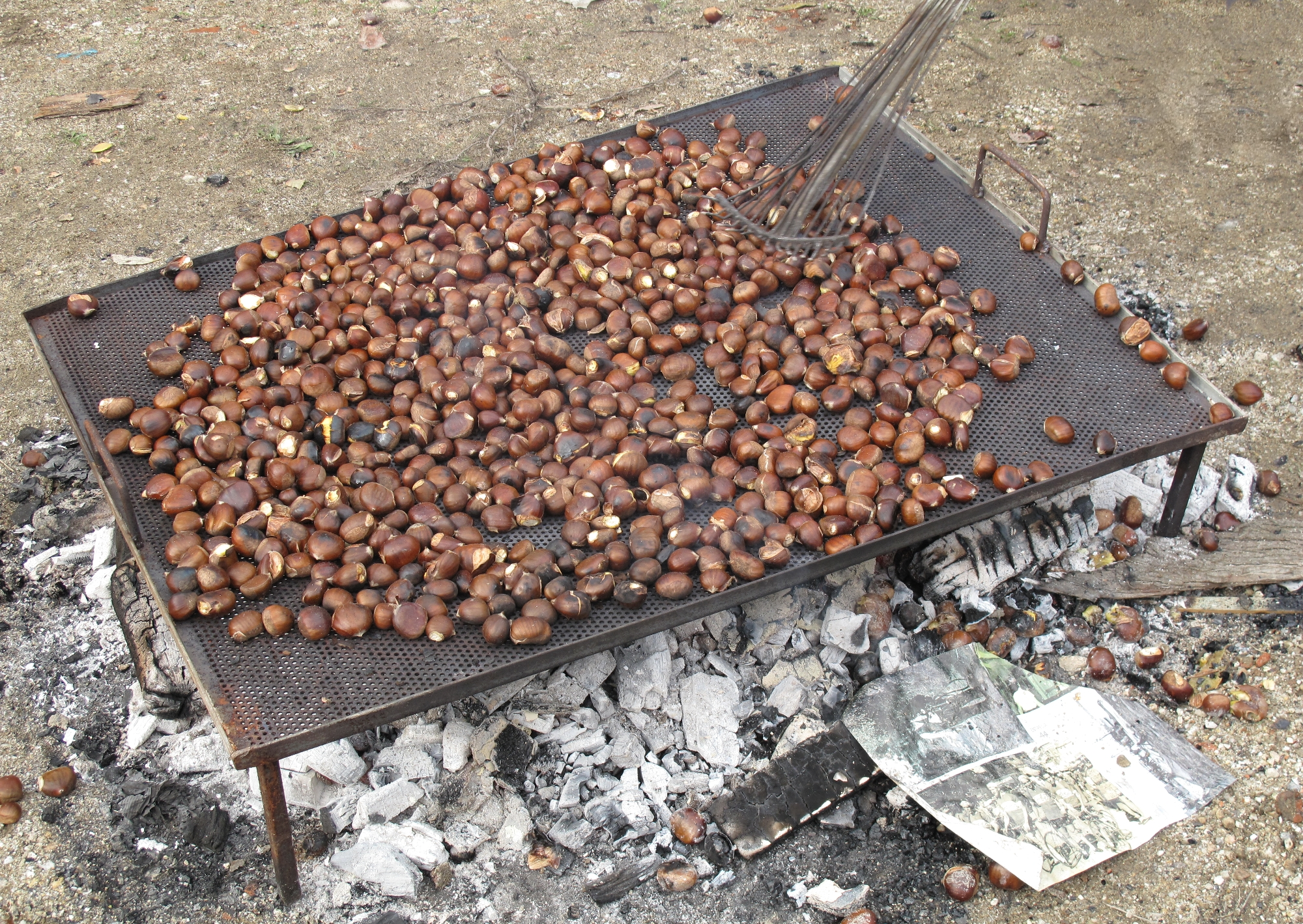
スペインのガルシア地方で作られたcastañas asadas
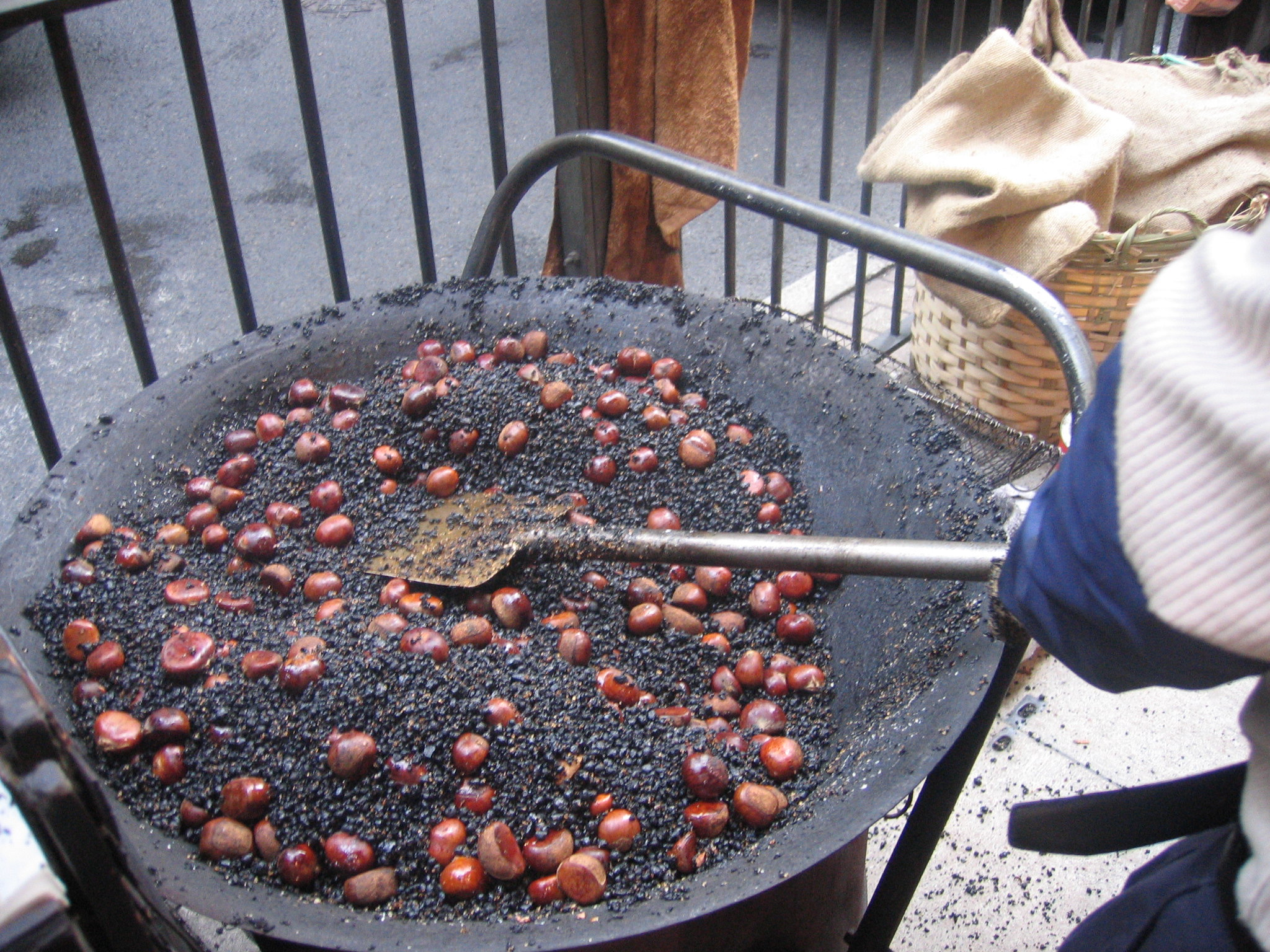
中国香港の炒栗子
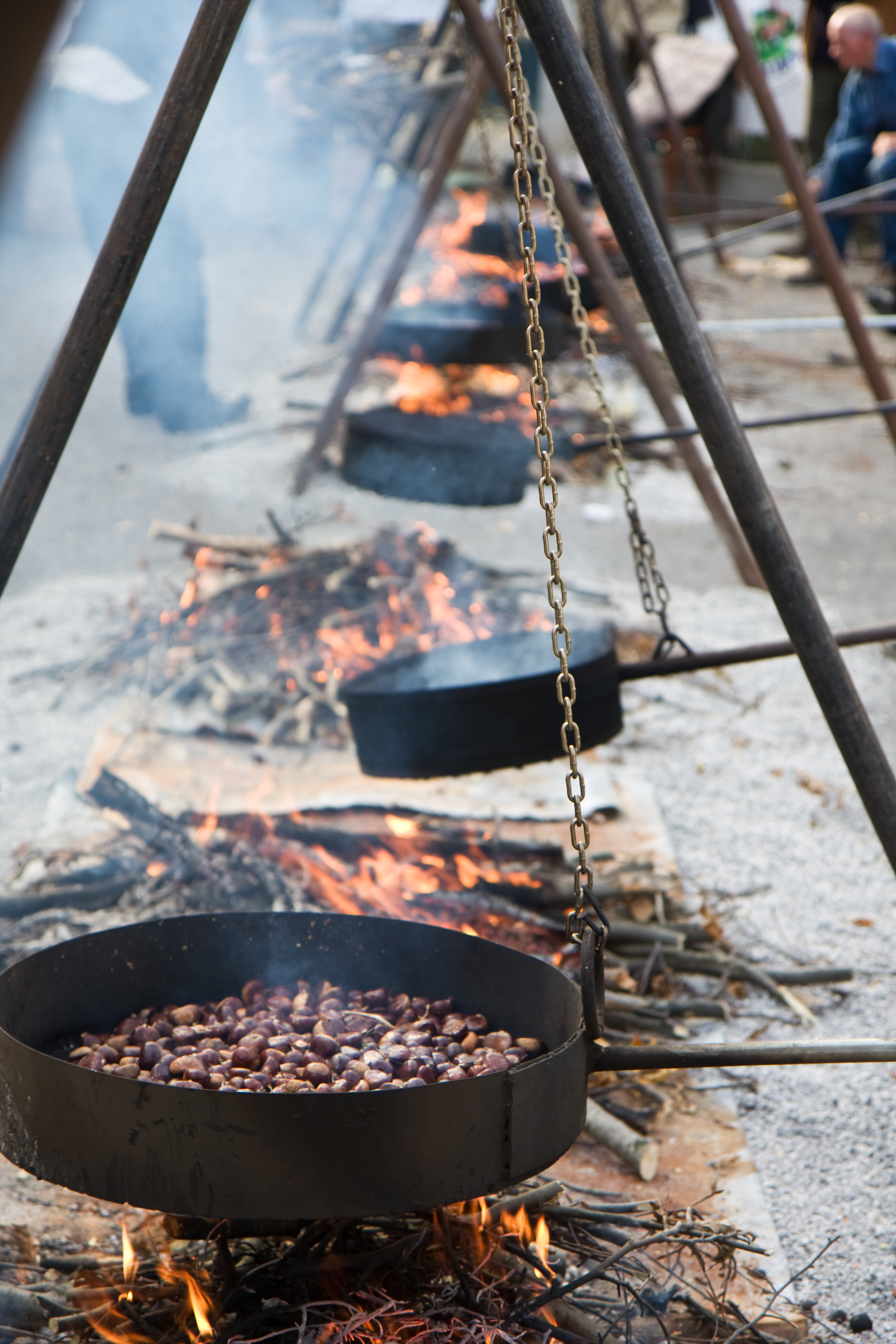
イタリアのcastagnata
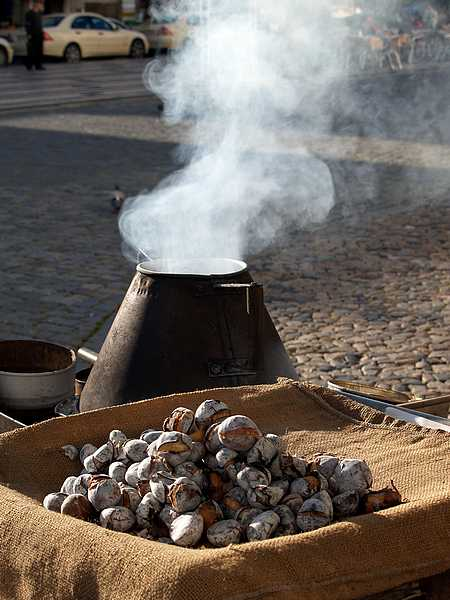
ポルトガルのcastanhas assadas
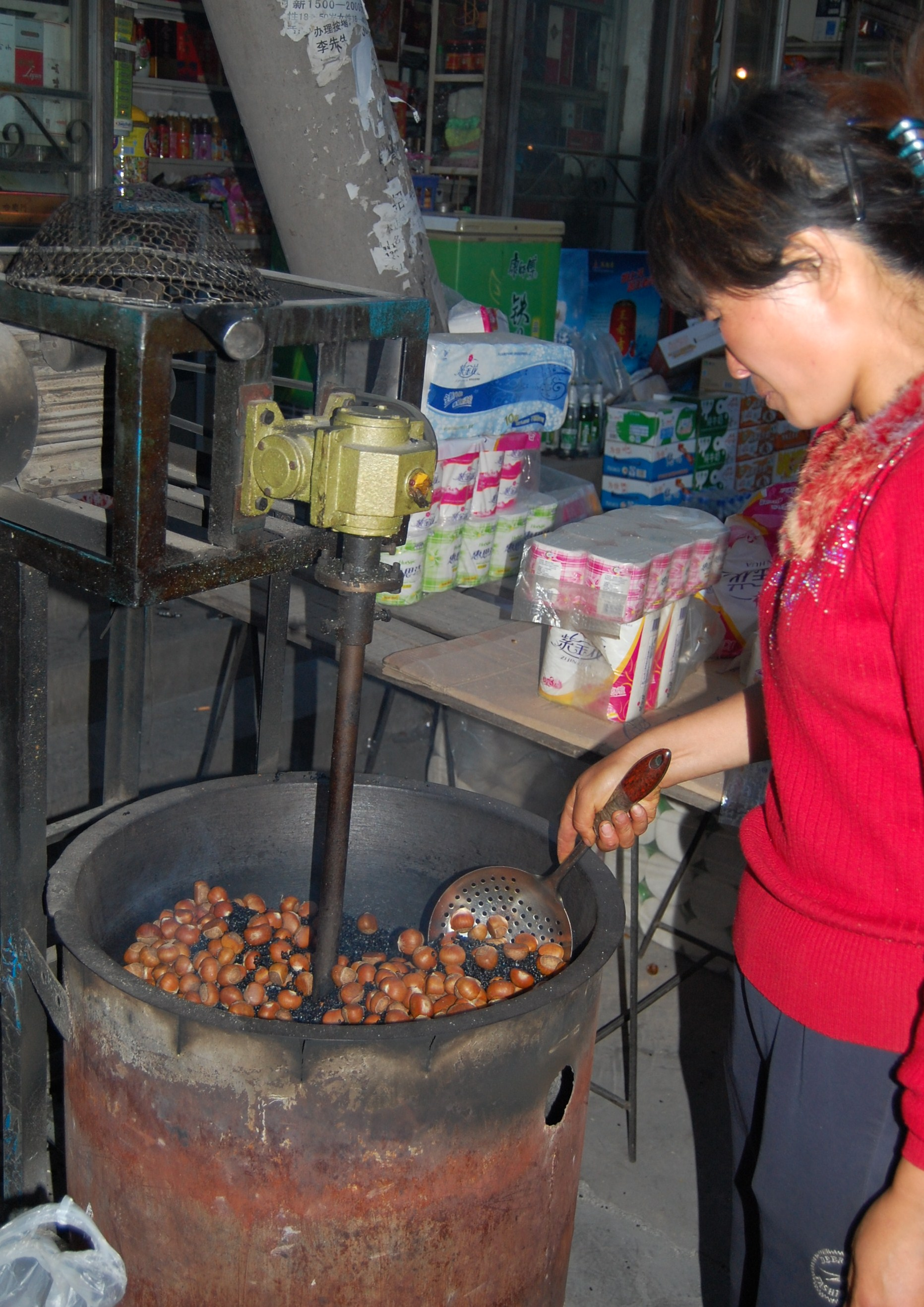
中国の業者
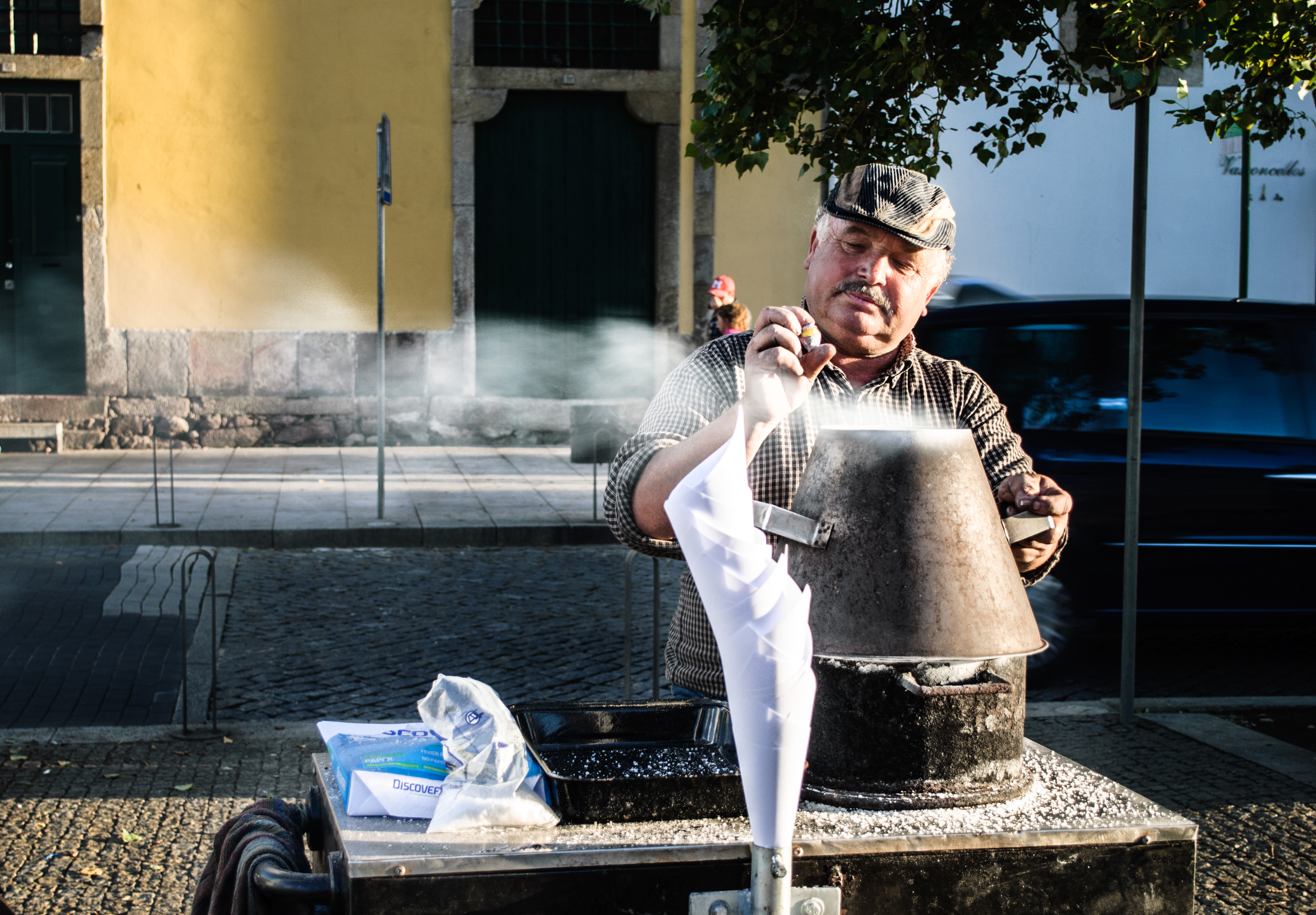
ポルトガルの業者
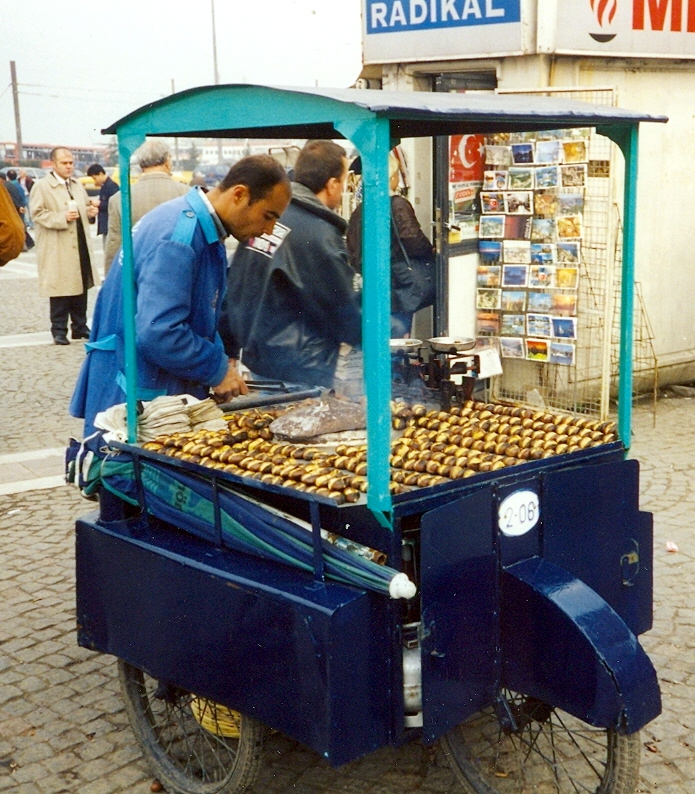
トルコの屋台